# Darius II
Darius II (hay Ochus hoặc Nothus theo tiếng Hy Lạp) là vua của đế quốc Ba Tư từ 423 TCN tới 404 TCN.
Cha ông, Artaxerxes I qua đời ngày 24 tháng 12, 424 TCN đã được kế vị bởi con trai ông, Xerxes II (tức anh của Darius). Nhưng sau khi cai trị 45 ngày, Xerxes bị anh trai là Sogdianus hay Secydianus ám sát để chiếm ngôi. Người em trai ngoài giá thú của ông, Ochus, phó vương của Hyrcania, nổi dậy chống lại Sogdianus, và sau một cuộc chiến ngắn giết chết ông ta, và đã ngăn chặn âm mưu tương tự của em trai ruột của mình là Arsites. Ochus đã chọn tên hiệu là Darius (trong biên niên sử, ông được gọi là Nothos, nghĩa là "con hoang"). Cả Xerxes II và Secydianus đều không được đề cập ngày tháng trong những bản đất nung của người Babylon từ Nippur; ở đây vương triều của Darius II đã được cho là ngay sau Artaxerxes I.

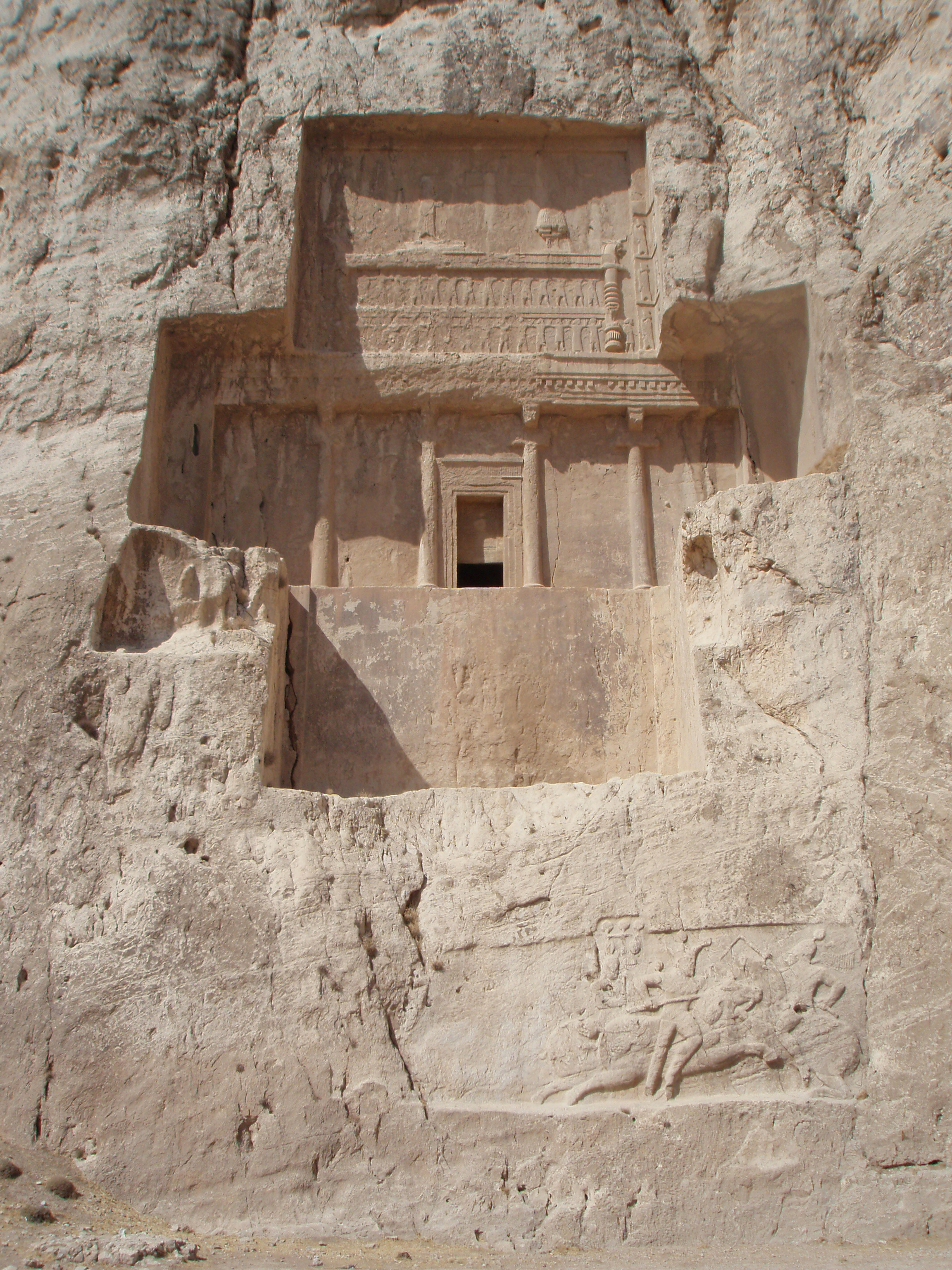
Prospective tomb of Darius II of Persia in Naqsh-e Rustam

vương triều của ông ít được biết đến trong lịch sử (thông qua một cuộc nổi dậy của Medes năm 409 TCN được đề cập bởi Xenophon), ngoại trừ việc ông khá phụ thuộc vào người vợ Parysatis. Trong trích lục Ctesias một số mưu đồ hậu cung đều được ghi lại, trong đó ông đã có tham gia một phần. Miễn là quyền lực của người Athena không ảnh hưởng đến ông, thì ông cũng không can thiệp vào Hy Lạp, ngay cả khi người Athen hỗ trợ cho kẻ nổi loạn Amorges tại Caria năm 413 TCN thì cũng không làm ông ta nổi giận. Ông đã ra lệnh cho các phó vương của mình ở Tiểu Á, Tissaphernes và Pharnabazus, tặng cho các thành phố Hy Lạp những khoản tiền lớn để họ bắt đầu chiến tranh với người Athena, và với việc này họ tham gia vào liên minh với người Sparta. Năm 408 TCN, ông gửi con mình là Cyrus đến Tiểu Á. Ông cai trị được 19 năm rồi mất, và được kế vị bởi Artaxerxes II.

## Con cái

### Với Parysatis
Artaxerxes II
Cyrus Trẻ
Oxathres hoặc Oxendares hay Oxendras
Artoxexes
Ostanes
Amestris vợ của Teritouchmes & sau này Artaxerxes II
& bảy người con không rõ tên khác

### Với những bà vợ khác
Artostes
Một phó vương không rõ tên của Media năm 401 TCN